# Andrij Dykań
Andrij Ołeksandrowycz Dykań, ukr. Андрій Олександрович Дикань, ros. Андрей Александрович Дикань, Andriej Aleksandrowicz Dikań (ur. 16 lipca 1977 w Charkowie, Ukraińska SRR) – ukraiński piłkarz, grający na pozycji bramkarza, reprezentant Ukrainy.

## Kariera piłkarska

### Kariera klubowa
Wychowanek Szkoły Piłkarskiej w Charkowie. Jako junior występował w miejscowej drużynie Olimpik Charków, a potem w klubie Zirka Kirowohrad. W 1996 rozpoczął karierę piłkarską w Awanhardzie Roweńki. Na początku 1996 przeniósł się do Szachtara Makiejewka. Latem 1999 przeszedł do rosyjskiego klubu SKA-Energia Chabarowsk, w którym od początku został podstawowym bramkarzem. W 2004 podpisał kontrakt z Kubaniem Krasnodar. W związku z limitem na piłkarzy zagranicznych był zmuszony zmienić przyjąć obywatelstwo rosyjskie. Po nieudanych występach w 2007, kiedy Dikań rozegrał tylko jeden mecz a Kubań spadł z Premier Ligi, został kupiony do Tawrii Symferopol. W styczniu 2009 podpisał kontrakt z rosyjskim klubem Terek Grozny. W sierpniu 2010 przeniósł się do Spartaka Moskwa. W czerwcu 2014 przeszedł do FK Krasnodar.

### Kariera reprezentacyjna
2 czerwca 2010 debiutował w reprezentacji Ukrainy w wygranym 1:0 meczu towarzyskim z Norwegią.